# Torino Film Festival 2021
Il Torino Film Festival 2021 è stata la 39ª edizione del festival cinematografico, che si è svolta dal 26 novembre al 4 dicembre 2021. I film sono stati proiettati in sala, dopo le limitazioni dell'anno precedente, mentre alcuni sono stati fruibili sulla piattaforma MYmovies.it. I film in concorso sono stati 12, quelli fuori concorso 23 (di cui 14 italiani). Il film di apertura è stato Sing 2 - Sempre più forte di Garth Jennings in anteprima internazionale.
L'immagine ufficiale del Festival, realizzato da Maicol Casale e Davide Oberto, è un manifesto strappato su un muro della città, nel quale gli spettatori, ritornati in una sala cinematografica, guardano il film di una Torino immaginaria, popolata di oggetti e animali, figure del cinema, sul set, danzanti o in bicicletta.
Il programma è stato articolato nelle seguenti sezioni: Torino 39, Torino 39 corti, Fuori concorso, Fuori concorso/L'incanto del reale, Fuori concorso/Surprise, Fuori concorso/Tracce di teatro, Fuori concorso/TorinoFilmLab, Fuori concorso/Premio Maria Adriana Prolo, Fuori concorso/Incubator, Le stanze di Rol, TFFDoc/Internazionale, TFFDoc/Italiana, TFFDoc/Fuori concorso, TFFDoc/Noi, Italiana.corti, Italiana.corti/Fuori concorso, Hadjithomas/Joreige, Back to Life.
In questa edizione, ai luoghi più e meno storici del festival se ne aggiungono di nuovi: cinema Greenwich Village, Cinema Agnelli, Cine-Teatro Baretti, Cinema-Teatro Monterosa, Museo Casa Mollino.
La cerimonia di premiazione si è svolta al cinema Massimo in presenza della madrina, l'attrice Emanuela Fanelli.

## Selezione ufficiale

### Torino 39
- Aloners, regia di Hong Seong-eun (Corea del Sud)
- Between two dawns (İki Şafak Arasında), regia di Selman Nacar (Turchia)
- Clara Sola, regia di Nathalie Álvarez Mesén (Svezia)
- El Planeta, regia di Amalia Ulman (Stati Uniti d'America)
- Feathers, regia di Omar El Zohairy (Francia, Egitto)
- Große Freiheit, regia di Sebastian Meise (Austria, Germania)
- Il muto di Gallura, regia di Matteo Fresi (Italia)
- La chica nueva, regia di Micaela Gonzalo (Argentina)
- La Traversée, regia di Florence Miailhe (Francia)
- Le bruit des moteurs, di Philippe Grégoire (Canada)
- The day is over, regia di Rui Qi (Cina)
- Une jeune fille qui va bien, regia di Sandrine Kiberlain (Francia)

### Torino 39 Corti
- Ain't No Mercy for Rabbits, regia di Aliza Brugger (Stati Uniti d'America)
- Babatoura, regia di Guillaume Collin (Canada)
- Backyard Camping, regia di Mor Hanay (Israele)
- Junko, regia di Minsho Limbu (Nepal)
- La cattiva novella, regia di Fulvio Risuleo (Italia)
- La notte brucia, regia di Angelica Gallo (Italia)
- La última pieza, regia di Ricardo Muñoz Senior (Venezuela)
- Mavka, regia di Anastasia Ledkova (Russia)
- Neon Meets Argon, regia di James Doherty (Irlanda)
- Night, regia di Ahmad Saleh (Palestina)
- Rendez-vous, regia di Roshanak Ajamian (Iran)
- Swoboda, regia di Joanna Różniak (Polonia)

### Fuori concorso
- Aline - La voce dell'amore (Aline), regia di Valérie Lemercier (Canada, Francia)
- Altri padri, regia di Mario Sesti (Italia)
- Bangla - La serie, regia di Phaim Bhuiyan, Emanuele Scaringi (Italia)
- Blood on the Crown, regia di Davide Ferrario (Malta, Stati Uniti d'America)
- Clint Eastwood: a cinematic legacy, regia di Gary Leva – documentario (Stati Uniti d'America)
- I segni del cuore (CODA), regia di Sian Heder (Stati Uniti d'America, Francia)
- Cry Macho - Ritorno a casa (Cry Macho), regia di Clint Eastwood (Stati Uniti d'America)
- Der menschliche faktor, regia di Ronny Trocker (Germania, Italia)
- Il pranzo di Francesco, regia di Pasquale Scimeca, Luca Capponi – documentario (Italia)
- La notte più lunga dell'anno, regia di Simone Aleandri (Italia)
- La svolta, regia di Riccardo Antonaroli (Italia)
- Nieva in Benidorm, regia di Isabel Coixet (Spagna)
- Peeping Balla, regia di Pietro Balla (Italia)
- Piemonte factory, di autori vari (Italia)
- Quattordici giorni, regia di Ivan Cotroneo (Italia)
- Re Granchio, regia di Alessio Rigo de Righi e Matteo Zoppis
- Santa Lucia, regia di Marco Chiappetta (Italia)
- Scene tratte da "Una squadra", regia di Domenico Procacci – documentario (Italia)
- Sing 2 - Sempre più forte, regia di Garth Jennings (Stati Uniti d'America)
- The Beatles: Get Back, regia di Peter Jackson (Regno Unito, Nuova Zelanda, Stati Uniti d'America)
- The Girl in the Fountain, regia di Antongiulio Panizzi – documentario (Italia)
- Trafficante di virus, regia di Costanza Quatriglio (Italia)
- Un monde, regia di Laura Wandel (Belgio)

### Fuori concorso / L'incanto del reale
- C’è un soffio di vita soltanto, regia di Matteo Botrugno e Daniele Coluccini – documentario (Italia)
- Carditello’s Stories, regia di Pappi Corsicato – documentario (Italia)
- Esterno giorno, regia di Luca Rea – documentario (Italia)
- Giovanna, storie di una voce, regia di Chiara Ronchini – documentario (Italia)
- Il mio anno stranissimo, regia di Marco Ponti – cortometraggio (Italia)
- Il tempo rimasto, regia di Daniele Gaglianone – documentario (Italia)
- Italia. Il fuoco, la cenere, regia di Olivier Bohler, Céline Gailleurd – documentario (Francia)
- L'onda lunga. Storia extra-ordinaria di un'associazione, regia di Francesco Ranieri Martinotti – documentario (Italia)
- Paradosso contraddittorio, regia di Dario Germani – documentario (Italia)
- Piano Lessons. The Life and Art of German Diez Nieto, regia di Antongiulio Panizzi – documentario (Italia)
- Return to Paestum, regia di Pappi Corsicato – documentario (Italia)
- Sotto lo stesso tempo, allievi CSC di Palermo – documentario (Italia)
- Tonino de Bernardi: una ricerca senza confini, di Tonino de Bernardi (Italia)

### Fuori concorso / Surprise
- Sull'isola di Bergman (Bergman Island), regia di Mia Hansen-Løve (Francia, Belgio)
- Jane par Charlotte, regia di Charlotte Gainsbourg – documentario (Francia)
- Le coeur noir des forêts, regia di Serge Mirzabekiantz (Belgio, Francia)
- Le monde après nous, regia di Louda Ben Salah-Cazanas (Francia)
- Les Intranquilles, regia di Joachim Lafosse (Francia)
- Una madre, una figlia (Lingui, les liens sacrés), regia di Mahamat-Saleh Haroun (Francia, Germania)
- Generazione Low Cost (Rien à foutre), regia di Emmanuel Marre e Julie Lecoustre (Francia)
- Gli amori di Suzanna Andler (Suzanna Andler), regia di Benoît Jacquot (Francia)
- Tromperie - Inganno (Tromperie), regia  di Arnaud Desplechin (Francia)

### Fuori concorso / Tracce di teatro
- Ciak! Piemonte che spettacolo - Proggramma 1, a cura di Film Commission Torino Piemonte (Italia)
- Ciak! Piemonte che spettacolo - Proggramma 2, a cura di Film Commission Torino Piemonte (Italia)
- Gianni Schicchi, regia di Damiano Michieletto (Italia)
- L'uomo dal fiore in bocca, regia di Gabriele Lavia (Italia)
- Non ti pago, regia di Edoardo De Angelis (Italia)
- Paradiso [video bozzetto], regia di Marco Valerio Amico e Giulio Boato (Italia)
- Preistorico, regia di Virgilio Sieni (Italia)
- Sabato, domenica e lunedì, regia di Edoardo De Angelis (Italia)
- Silver Veiled, regia di Ginevra Panzetti, Enrico Ticconi (Italia)
- Strehler, com’è la notte?, regia di Alessandro Turci (Italia)

### Fuori concorso / TorinoFilmLab
- Természetes fény, regia di Dénes Nagy (Ungheria, Lettonia)
- Piccolo corpo, regia di Laura Samani (Italia, Francia)
- Zbornica, regia di Sonja Tarokić (Croazia)
- Vị, regia di Lê Bảo (Vietnam)

### Fuori concorso / Premio Maria Adriana Prolo
Premio conferito dall'Associazione Museo Nazionale del Cinema (AMNC) al regista Giuseppe Piccioni.
- Fuori dal mondo, regia di Giuseppe Piccioni (Italia, 1999)

### Fuori concorso / Incubator
- Altri cannibali, regia di Francesco Sossai (Italia)
- Bipolar, regia di Queena Li (Cina)
- Jhilli, regia di Ishaan Ghose (India)
- Luz Viaje Oscuro, regia di Tin Dirdamal, Eva Cadena (Messico, Vietnam)
- Lost Future - Light & The Beginning of Future, regia di Tin Dirdamal (Messico)
- The Edge of Daybreak, regia di Taiki Sakpisit (Thailandia)
- Traveller, regia di Hind R. Boukli – cortometraggio (Francia)
- Tre donne, di Sylvia Plath, regia di Francesca Lolli e Bruno Bigoni – mediometraggio (Italia)

### Le stanze di Rol
- Bull, regia di Paul Andrew Williams (Regno Unito)
- Coming Home in the Dark, regia di James Ashcroft (Nuova Zelanda)
- Extraneous Matter – Complete Edition, regia di Kenichi Ugana (Giappone)
- Inmersión, regia di Nic Postiglione (Cile, Messico)
- L'angelo dei muri, regia di Lorenzo Bianchini (Italia)
- La abuela, regia di Paco Plaza (Spagna)
- Los plebes, regia di Eduardo Giralt, Emmanuel Massu (Messico)
- Mlungu wam - Good Madam, regia di Jenna Cato Bass, (Sudafrica)
- Offseason, regia di Mickey Keating (Stati Uniti d'America)
- Raging Fire, regia di Benny Chan (Hong Kong, Cina)
- Ste. Anne, regia di Rhayne Vermette (Canada)
- The Strings, regia di Ryan Glover (Canada)
- What Josiah Saw, regia di Vincent Grashaw (Stati Uniti d'America)

### TFFDOC / Internazionale
- 918 GAU, regia di Arantza Santesteban Perez (Spagna)
- All Light, Everywhere, regia di Theo Antony (Stati Uniti d'America)
- Another Brick on the Wall, regia di  Nan Zhang (Cina)
- Juste un mouvement, regia di Vincent Meessen (Francia)
- Pejzaži otpora, regia di Marta Popivoda (Serbia)
- Las y los minúscules, regia di Khristine Gillard (Belgio)
- Rampart, regia di Marko Grba Singh (Serbia)
- Segunda vez, regia di Dora García (Belgio)

### TFFDOC / Italiana
- Calypso, regia di Mariangela Ciccarello (Italia)
- Commedia all'italiana, regia di Fabrizio Bellomo (Italia)
- Esa casa amarilla, regia di Valeria Ciceri, Marina Vota (Argentina)
- I giorni del destino, regia di Emanuele Marini (Italia)
- La restanza, regia di Alessandra Coppola (Belgio, Italia)
- Lievito, regia di Cyop & Kaf (Italia)
- Lotta di classe - Il cinema dei ragazzi di Emilio Sidoti, regia di Demetrio Giacomelli (Italia)
- Rue Garibaldi, regia di Federico Francioni (Italia)
- Un usage de la mer, regia di Fabrizio Polpettini (Francia)

### TFFDOC / Fuori concorso
- Il giardino che non c'è, regia di Rä Di Martino (Italia)
- The First 54 Years - An Abbreviated Manual for Military Occupation, regia di Avi Mograbi (Israele)

### TFFDOC / Noi
- 235.000.000, regia di Uldis Brauns (Unione Sovietica, 1967)
- È solo a noi che sta la decisione, regia di Isabella Bruno (Italia, 1976)
- Il fronte interno - Un viaggio in Italia con Domenico Quirico, regia di Paola Piacenza (Italia, 2021)
- Little Palestine (Diary of a Siege), regia di Abdallah al-Khatib (Francia, Libano, 2021)
- Nous, regia di Alice Diop (Francia, 2021)
- Undead Voices, regia di Maria Iorio, Raphaël Cuomo (Svizzera, 2021)

### Italiana.corti
- Ai bambini piace nascondersi, regia di Angela Norelli (Italia)
- Arthur, 1973, regia di Cesare Barbieri (Italia)
- As In A Land, A Vagary, regia di Giuseppe Boccassini (Germania, Italia)
- Autoritratto con arma, regia di Giovanni Ortoleva (Italia)
- Giochi, regia di Simone Bozzelli (Italia)
- L'incantesimo di Circe, regia di Alessandro Montali (Italia)
- La nascita di un regno, regia di Marco Piccarreda, Gaia Formenti (Italia)
- Ofelia, regia di Pierfrancesco Bigazzi (Italia)
- The Fountain of Life, regia di Davide Rabacchin (Italia)

### Italiana.corti / Fuori concorso
- 71219 - May them White rise with you, regia di Davide Maldi e Micol Roubini (Italia)

### Hadjithomas/Joreige
Retrospettiva dedicata agli artisti libanesi Joana Hadjithomas e Khalil Joreige.
- Al Bayt al Zaher, regia di Joana Hadjithomas e Khalil Joreige – documentario (Francia, 1999)
- Barmeh, regia di Joana Hadjithomas e Khalil Joreige – cortometraggio (Libano, 2001)
- Al Film al Mafkoud, regia di Joana Hadjithomas e Khalil Joreige – documentario (Libano, 2003)
- Ramad, regia di Joana Hadjithomas e Khalil Joreige – cortometraggio (Libano, 2003)
- Yawmon Akhar, regia di Joana Hadjithomas e Khalil Joreige (Libano, 2005)
- Open the Door, Please, episodio di Enfances, regia di Joana Hadjithomas e Khalil Joreige (Francia, 2006)
- Je veux voir, regia di Joana Hadjithomas e Khalil Joreige (Libano, 2008)
- Khiam 2000-2007, regia di Joana Hadjithomas e Khalil Joreige – documentario (Libano, 2008)
- Aïda sauve moi, regia di Joana Hadjithomas e Khalil Joreige – documentario (Libano, 2009)
- The Lebanese Rocket Society, regia di Joana Hadjithomas e Khalil Joreige – documentario (Libano, 2012)
- Ismyrna, regia di Joana Hadjithomas e Khalil Joreige – documentario (Libano, 2016)
- Memory Box, regia di Joana Hadjithomas e Khalil Joreige (Francia, Libano, 2021)

### Back to life
- Don Bosco, regia di Goffredo Alessandrini (Italia, 1935)
- Tange Sazen yowa: Hyakuman ryō no tsubō, regia di Sadao Yamanaka (Giappone, 1935)
- Number One, regia di Gianni Buffardi (Italia, 1973)
- Marisa della Magliana, regia di Maricla Boggio – documentario (Italia, 1976)
- Sono arrivati quattro fratelli, regia di Maricla Boggio – documentario (Italia, 1979)
- Moloch (Molokh), regia di Aleksandr Sokurov (Russia, 1999)
- Santa Maradona, regia di Marco Ponti (Italia, 2001)

## Giurie

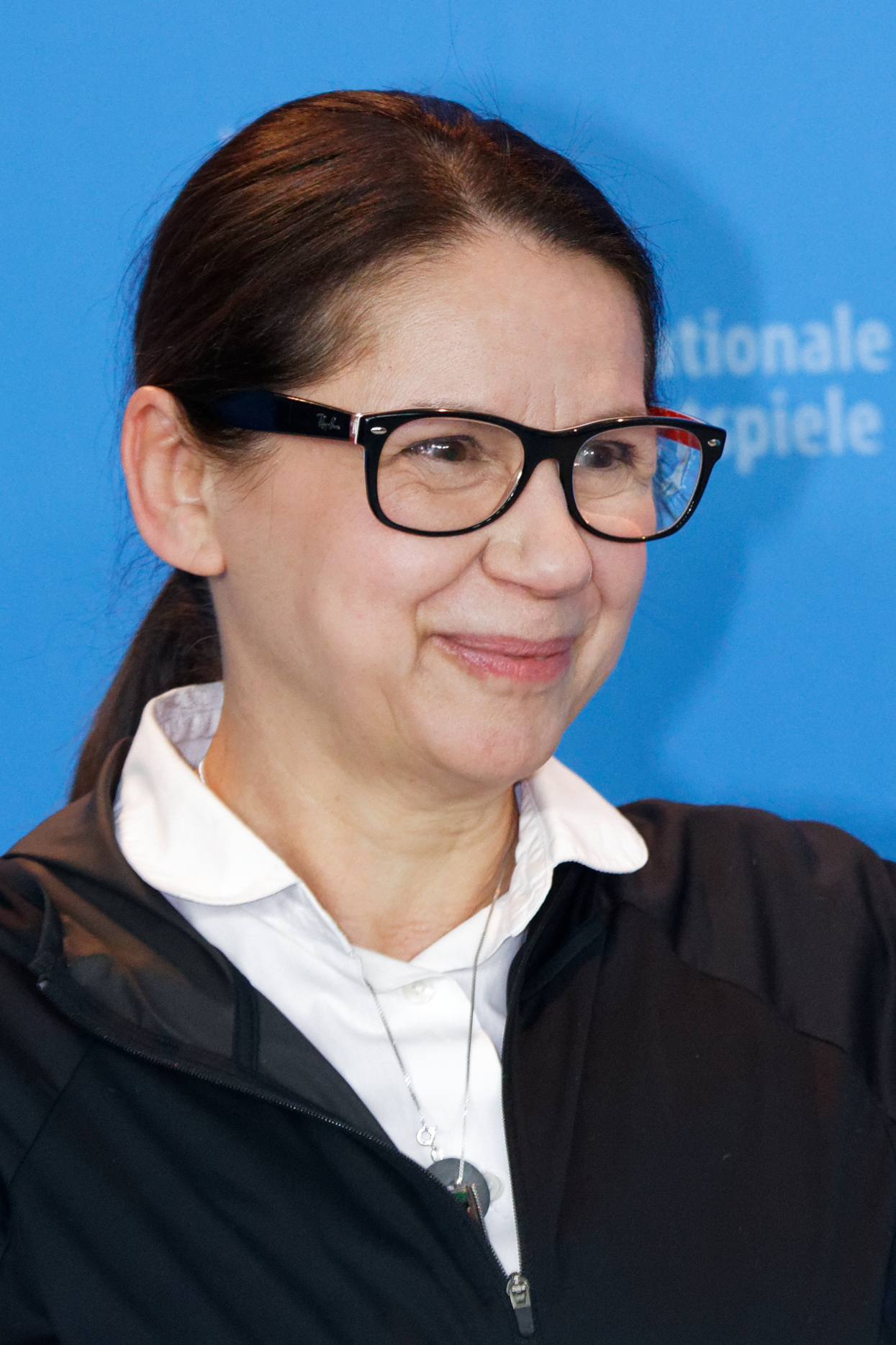
Ildikó Enyedi, presidente della Giuria

### Torino 39 e Torino 39 Corti
- Ildikó Enyedi, presidente[8]
- Alessandro Gassmann
- Evgenij Gal'perin
- Isabel Ivars
- Paola Randi

### Internazionale.doc
- Catherine Bizern
- Kristina Konrad
- Michael Wahrmann

### Italiana.doc
- Sara Fgaier
- Annamaria Licciardello
- Davide Maldi

### Italiana.corti
- Beatrice Gibson
- Max Viale
- Carla Vulpiani

## Premi ufficiali
La cerimonia di premiazione si è svolta sabato 4 dicembre.

### Torino 39
- Miglior film: Between two dawns (İki Şafak Arasında) di Selman Nacar
- Premio speciale della giuria: ex aequo a El Planeta di Amalia Ulman e Feathers di Omar El Zohairy
- Miglior attrice: Gong Seung-yeon per Aloners
- Miglior attore: Franz Rogowski per Große Freiheit
- Miglior sceneggiatura: Une jeune fille qui va bien di Sandrine Kiberlain

### Torino 39 Corti
- Miglior film: Babatoura di Guillaume Collin
- Premio speciale della giuria: Night di Ahmad Saleh

### Internazionale.doc
- Miglior film: 918 GAU di Arantza Santesteban Perez
- Premio speciale della giuria: Another Brick on the Wall di  Nan Zhang

### Italiana.doc
- Miglior film: Rue Garibaldi, regia di Federico Francioni
- Premio speciale della giuria: Commedia all'italiana, regia di Fabrizio Bellomo

### Italiana.corti
- Miglior film: Giochi, regia di Simone Bozzelli
- Premio speciale della giuria: La nascita di un regno di Gaia Formenti e Marco Piccarreda

### Premio Fipresci
- El Planeta di Amalia Ulman

### Premi collaterali
- Premio RAI Cinema Channel: La notte brucia di Angelica Gallo
- Premio Achille Valdata: La Traversée di Florence Miailhe
- Premio Avanti!: El Planeta di Amalia Ulman
- Premio gli occhiali di Gandhi
  - Miglior film: Little Palestine (Diary of a Siege) di Abdallah al-Khatib
  - Menzione speciale: The First 54 Years - An Abbreviated Manual for Military Occupation di Avi Mograbi
- Premio Interfedi: Una madre, una figlia (Lingui, les liens sacrés) di Mahamat-Saleh Haroun
- Premio Scuola Holden: Une jeune fille qui va bien di Sandrine Kiberlain
- Premio DAMS: Kimberly Picado in Clara Sola
- Premio Flat Parioli: Italia. Il fuoco, la cenere di Olivier Bohler e Céline Gailleurd
- Premio Piemonte Factory:
  - Miglior film: Estate in città di Lorenzo Radin e Samuele Zucchet
  - Menzione speciale: I parchi di Flavio Mastrillo
- Premio Stella della Mole per l'Innovazione artistica: Monica Bellucci

## Pubblicazioni
- 39 Torino Film Festival (PDF), Torino, Museo nazionale del cinema, novembre 2021.